# 7 à voir
7 à voir (Comme un vendredi jusqu'en juin 2009) est une émission de télévision française hebdomadaire diffusée d'octobre 2008 à juin 2010 en deuxième partie de soirée sur France 3  et présentée par Samuel Étienne.

## Historique

Logo de Comme un vendredi.

D'octobre 2008 à juin 2009, Comme un vendredi est diffusée chaque vendredi en deuxième partie de soirée. La première édition de l'émission est diffusée le 3 octobre 2008 et a pour invité Christine Lagarde.
En septembre 2009, Comme un vendredi devient 7 à voir et est désormais diffusée le dimanche en deuxième partie de soirée. Ce nouveau nom n'est pas sans rappeler 7 sur 7, l'ancienne émission de politique de TF1.
À la rentrée 2010, alors que Samuel Étienne reprend la présentation du 12/13, le magazine 7 à voir est supprimé au profit d'un rallongement du Soir 3 dominical présenté par Francis Letellier avec la création d'une chronique politique à l'intérieur du journal en septembre 2010.

## Concept
Dans un premier temps, sous le nom de Comme un vendredi, il s'agit d'un magazine d'actualité de 70 minutes autour d'un invité, avec notamment un reportage de treize minutes et une revue de presse.
À partir de septembre 2009, l'émission, renommée 7 à voir, dure 90 minutes en présence de trois invités dont une personnalité politique. La Chanson du Dimanche, un duo de chansonnier qui s'est fait connaître sur Internet, participe chaque semaine à l'émission.